# Diversione dello Zambianchi
GIUSEPPE GARIBALDI

PROVENIENTE DA QUARTO 

SOSTÒ IN QUESTA CASA 

DAL 7 AL MATTINO DEL 9 MAGGIO 1860 

PER ORDINARE LA SPEDIZIONE ZAMBIANCHI 

ENTRO I DOMINI PAPALI 

E REQUISIRE ALL’IMPRESA DI SICILIA 

LE ARMI RINVENUTE A TALAMONE ED ORBETELLO 

ACCRESCENDO INTANTO LE SUE SCHIERE 

DEGLI ANIMOSI MAREMMANI 

CHE SI OFFRIVANO ANCORA AI CIMENTI.
------------------------------- 

Lapide nell’abitazione di Salvatore De Labar, che ospitò Garibaldi, posta nel 1887 a cura dei reduci di Grosseto. 

La diversione dello Zambianchi fu un'operazione messa in atto da Callimaco Zambianchi dopo la sosta dei Mille a Talamone.
Zambianchi, assieme a 64 volontari e ad altri, decise di separarsi dalla spedizione e tentare un'insurrezione nello Stato Pontificio, unendosi ad altri volontari che lo attendevano. Secondo altre fonti i volontari del gruppo Zambianchi erano ottanta.

## Svolgimento
In caso di successo era previsto l'invio di rinforzi per poi proseguire dall'Umbria verso le Marche e poi verso sud. Secondo il ritratto che ne dà Giuseppe Cesare Abba, Zambianchi era un forlivese di circa 50 anni, robusto, rozzo e di poco intelletto, che durante la Repubblica Romana aveva fatto arrestare e poi fucilare senza ordine tre preti che, travestiti da contadini, avevano tentato di entrare in città superando gli avamposti. Tale azione aveva affibbiato a Zambianchi la fama di sterminatore di preti; addirittura qualcuno diceva che Garibaldi gli avesse dato l'incarico della diversione per liberarsi di un soggetto ingombrante e addirittura odioso. A tale osservazione altri facevano notare che, se così fosse stato, Garibaldi non avrebbe mai inviato anche persone da lui stimate e considerate come Guerzoni, Leardi, Locatelli, Ferrari, Fumagalli, Pittaluga, avvocati, scrittori, scultori e quattro medici come Fochi, Bandini, Soncini da Parma e Cantoni da Pavia e tanti altri stimati. Zambianchi era un uomo di grandi dimensioni e dalla grande forza, ma, pur essendo un patriota, difettava di competenza.
Al gruppo di Zambianchi si unì anche Siccoli, che aveva perduto una gamba in Perù e che poi raggiungerà Garibaldi in Sicilia con un'omonima spedizione il 7 luglio sulla nave Oregon. Il Guerzoni avrebbe avuto l'ordine di sostituire Zambianchi nel comando in caso di qualche suo sproposito o violenza ingiustificata nell'effettuare l'azione di diversione assegnata, che, anche se aveva poche possibilità di riuscita, poteva certamente generare confusione nei governi di Roma e Napoli a vantaggio dell'azione principale in Sicilia.
Nello Stretto di Piombino, ad attendere su appuntamento l'arrivo di Garibaldi, già da tre giorni, c'era anche la tartana Adelina, proveniente da Livorno con a bordo 78 volontari toscani comandati da Andrea Sgarallino, che navigò con il Piemonte e il Lombardo fino a Talamone. Sbarcati a terra si unirono al gruppo di Zambianchi, contribuendo a raggiungere il numero di oltre 200 volontari, i quali dovevano dirigersi verso Orvieto e Perugia, provvisti di manifesti fatti stampare a Genova e che invitavano le popolazioni pontificie all'insurrezione. Secondo alcune fonti, Zambianchi si inoltrò nel territorio papalino causando alcuni saccheggi, anche se in tempo di guerra la distinzione tra saccheggio e requisizione non è sempre agevole, infatti secondo altre fonti non risultano invece saccheggi ai danni della popolazione civile.
Il gruppo di Zambianchi, dopo essere transitato per Scansano, sostando a Pitigliano, proseguì poi in territorio pontificio in direzione di Orvieto fino alle Grotte di Castro, dove verso mezzogiorno sostenne una scaramuccia con i gendarmi, che furono respinti. Il colonnello pontificio, il francese Georges de Pimodan, venuto a conoscenza della presenza dei garibaldini, giunse a contrastarli presso Orvieto con una sessantina di carabinieri. Dopo un breve scontro, Zambianchi e i suoi uomini batterono in ritirata, poiché de Pimodan ebbe come supporto i contadini e si previde l'imminente arrivo degli zuavi. Secondo altre fonti i pontifici di Pimodan furono invece respinti e poi si sarebbero invece scontrati con i gendarmi pontifici a causa di un colpo di fucile creduto garibaldino ed esploso forse per errore da un pontificio. Neppure risulta che le popolazioni locali umbre siano accorse in aiuto dei pontifici, che erano in buona parte stranieri, come i pontifici del 1º reggimento estero, comandato dal colonnello Schmidt, coinvolto nei fatti noti come le Stragi di Perugia ai danni delle popolazioni umbre. Cavour, preoccupato per l'eventuale reazione della Francia, alleata dello Stato Pontificio, dispose il 10 maggio l'invio di una nave nelle acque della Toscana e ordinò l'arresto di Zambianchi, il quale nel frattempo si era ritirato dai territori pontifici. Il colonnello venne così arrestato e dichiarò che il suo vero obiettivo era l'Abruzzo. Il piano di Zambianchi sarebbe consistito nel distrarre le truppe borboniche, facendo loro credere che Garibaldi volesse attraversare i territori papalini per attaccare l'Abruzzo. Così facendo, il governo borbonico non sarebbe accorso a difendere le coste siciliane con tutte le sue forze, permettendo a Garibaldi di giungervi senza particolari complicazioni. Zambianchi venne rilasciato nel 1861 e lo stesso anno partì per l’America.